# Shaun O'Brien
Shaun O'Brien (31 maggio 1969) è un ex pistard australiano.

## Palmarès

### Olimpiadi
- 1 medaglia:
  - 1 argento (Barcellona 1992 nell'inseguimento a squadre)